# Satz von der offenen Abbildung (Lokalkompakte Gruppen)
Der Satz von der offenen Abbildung in der mathematischen Theorie der lokalkompakten Gruppen besagt, dass ein Gruppenhomomorphismus in einer bestimmten Situation automatisch offen ist.

## Begriffe
Eine lokalkompakte Gruppe ist eine topologische Gruppe, die als topologischer Raum ein lokalkompakter Hausdorffraum ist. Ein solcher Raum heißt σ-kompakt oder abzählbar im Unendlichen, wenn er die abzählbare Vereinigung kompakter Teilmengen ist. Gruppenhomomorphismen zwischen topologischen Gruppen heißen stetig bzw. offen, wenn sie als Abbildungen zwischen den topologischen Räumen stetig bzw. offen sind.

## Formulierung des Satzes
Es seien {\displaystyle G} eine σ-kompakte, lokalkompakte Gruppe und {\displaystyle f\colon G\rightarrow H} ein stetiger, surjektiver Gruppenhomomorphismus auf eine lokalkompakte Gruppe {\displaystyle H}. Dann ist {\displaystyle f} offen.

## Beispiele
- Die Abbildung

{\displaystyle f\colon \mathbb {R} \rightarrow \mathbb {T} :=\{z\in \mathbb {C} \mid |z|=1\},\quad t\mapsto e^{\mathrm {i} t}}
ist ein stetiger, surjektiver Gruppenhomomorphismus, wenn man {\displaystyle \mathbb {R} } mit der Addition und {\displaystyle \mathbb {T} } mit der Multiplikation als Gruppenstruktur versieht und sie die üblichen Topologien tragen. Nach obigem Satz ist {\displaystyle f} offen.
- Sei {\displaystyle \mathrm {GL} (n,\mathbb {R} )} die Gruppe der invertierbaren Matrizen mit der Matrizenmultiplikation als Gruppenstruktur. Dann ist die Determinante

{\displaystyle \det \colon \mathrm {GL} (n,\mathbb {R} )\rightarrow \mathbb {R} ^{*}:=\mathbb {R} \setminus \{0\},\quad A\mapsto \det(A)}
wegen des Determinantenmultiplikationssatzes ein Gruppenhomomorphismus, wenn man auf {\displaystyle \mathbb {R} ^{*}} die Multiplikation betrachtet. Die Determinante ist stetig, denn sie ist nach der Leibniz-Formel nur aus Summen von Produkten der Matrixkomponenten aufgebaut. Die Determinante ist offenbar auch surjektiv, denn ist {\displaystyle t\in \mathbb {R} ^{*}}, so bildet die Determinante die Diagonalmatrix mit der Diagonalen {\displaystyle (t,1,\dotsc ,1)} auf {\displaystyle t} ab. {\displaystyle \mathrm {GL} (n,\mathbb {R} )} und {\displaystyle \mathbb {R} ^{*}} sind als offene Teilmengen der lokalkompakten Räume {\displaystyle \mathrm {Mat} (n,\mathbb {R} )\cong \mathbb {R} ^{n^{2}}} und {\displaystyle \mathbb {R} } wieder lokalkompakt, und leicht überlegt man sich, dass {\displaystyle \mathrm {GL} (n,\mathbb {R} )} sogar σ-kompakt ist. Damit kann man obigen Satz anwenden und erhält, dass die angegebene Determinantenabbildung offen ist.
- Sei {\displaystyle \mathbb {R} } die additive Gruppe mit der üblichen Topologie und {\displaystyle \mathbb {R} _{d}} die Gruppe der reellen Zahlen mit der diskreten Topologie. Beides sind offenbar lokalkompakte Gruppen, {\displaystyle \mathbb {R} } ist σ-kompakt, {\displaystyle \mathbb {R} _{d}} hingegen nicht. Daher kann man den Satz nicht auf den stetigen, surjektiven Gruppenhomomorphismus {\displaystyle \mathrm {id_{\mathbb {R} }} \colon \mathbb {R} _{d}\rightarrow \mathbb {R} } anwenden und tatsächlich ist diese Abbildung auch nicht offen. Also kann man in obigem Satz nicht auf die Voraussetzung der σ-Kompaktheit verzichten.[4]